# Инцидент в залива Сидра (1989)
Инцидентът в залива Сидра през 1989 г. е въоръжен сблъсък между САЩ и Либия, в който участват палубни изтребители F-14 от USN и изтребители МиГ-23 от ВВС на Либия. В резултат на сблъсъка са свалени два либийски самолета.

## Предпоставки
През 80-те години на 20 век напрежението в отношенията между САЩ и Либия достига критично високи нива. Американската страна остро реагира срещу едностранното обявяване от режима на Муамар Кадафи през 1973 г. на по-голямата част от залива Сидра за либийски териториални води – границата е условна права линия на 32° 30' северна ширина, свързваща гр. Бенгази и гр. Мисрата. Кадафи нарича тази „граница“ „Линия на смъртта“ и заплашва, че преминаването ѝ ще доведе до военен отговор. В резултат в региона се установява постоянно присъствие на USN, което довежда до допълнително ескалиране на напрежението и няколко въоръжени сблъсъка, най-сериозният от които са американските въздушни удари по Либия през 1986 г.
Напрежението между двете държави отново ескалира след атентата над Локърби, организиран от либийските тайни служби, при който загиват 270 души. Този атентат, както и изграждането на химически завод край Рабта, предназначен според САЩ за производство на химически оръжия, провокира изпращането в началото на януари 1989 г. на авионосното съединение на самолетоносача Джон Ф. Кенеди край „Линията на смъртта“. Същевременно съединението на самолетоносача Теодор Рузвелт също се подготвя за дислоциране в залива Сидра.

## Инцидентът
На 4 януари сутринта група А-6Е от самолетоносача Джон Ф. Кенеди провеждат учения южно от остров Крит, ескортирани от четири F-14, като наблюдението на въздушното пространство се осъществява от самолет за ДРЛО Е-2С. Малко по-късно същата сутрин от самолетоносача с патрулна мисия излита още една двойка F-14 от ескадрила VF-32. Тази двойка е съставена от опитни екипажи, които са специално инструктирани, тъй като се очакват евентуални действия от либийска страна.
Около 11:50 h от Е-2С съобщават за излитането на четворка либийски самолети, опознати като МиГ-23, от база край Тобрук. Патрулиращите F-14 поемат насрещен курс към първата двойка либийски изтребители, летящи на около 50 km пред втората. Американските изтребители захващат либийците на бордовите си РЛС, след което демонстративно се отклоняват встрани, за да не провокират отсрещната страна. В отговор либийските самолети увеличават скоростта и последват американците. Двата F-14 се снижават на около 900 m над морската повърхност, за да си осигурят чиста радарна картина на либийските МиГ-23 на фона на небето, като още четири пъти демонстративно се отклоняват от МиГ-овете, но и четирите пъти са следвани от тях.
Междувременно американските екипажи получават разрешение за стрелба, което според новия Правилник за употреба на сила означава, че могат да открият огън при заплашителни действия на противника. Около 12:02 h, от разстояние 26 km, операторът на въоръжението на водещия F-14 внезапно изстрелва ракета AIM-7 Sparrow, изненадвайки дори собствения си пилот. Ракетата не улучва, поради грешка в настройките; по същата причина не улучва и втората ракета AIM-7, изстреляна малко след това от разстояние 19 km. След пуска на втората ракета, двата F-14 се разделят, като двата МиГ-а тръгват след водения самолет. От своя страна той обръща и тръгва в челна атака, като от разстояние около 9 km изстрелва една ракета AIM-7, регистрирайки пряко порадение във водещия МиГ-23. Същевременно водещият F-14 влиза в опашката на другия МиГ и от разстояние около 3 km го сваля с ракета AIM-9 Sidewinder. Двамата либийски пилоти катапултират успешно, но Либия не организира операция за спасяването им.

## Последствия
На следващия ден Либия отправя обвинения към САЩ, че са атакували невъоръжени разузнавателни самолети, но на кадрите, заснети от бордовите камери на F-14, се вижда, че самолетите са въоръжени с ракети Р-23. Остава неизвестно защо либийските МиГ-23 действат по този начин, както и защо не е проведена операция по издирването и спасяването на двамата пилоти. Едно от най-вероятните обяснения е, че либийските пилоти са изпратени на самоубийствена мисия, целяща да отклони общественото внимание от шума около атентата над Локърби и химическия завод в Рабта.